# Sociedad Filarmónica de Járkov

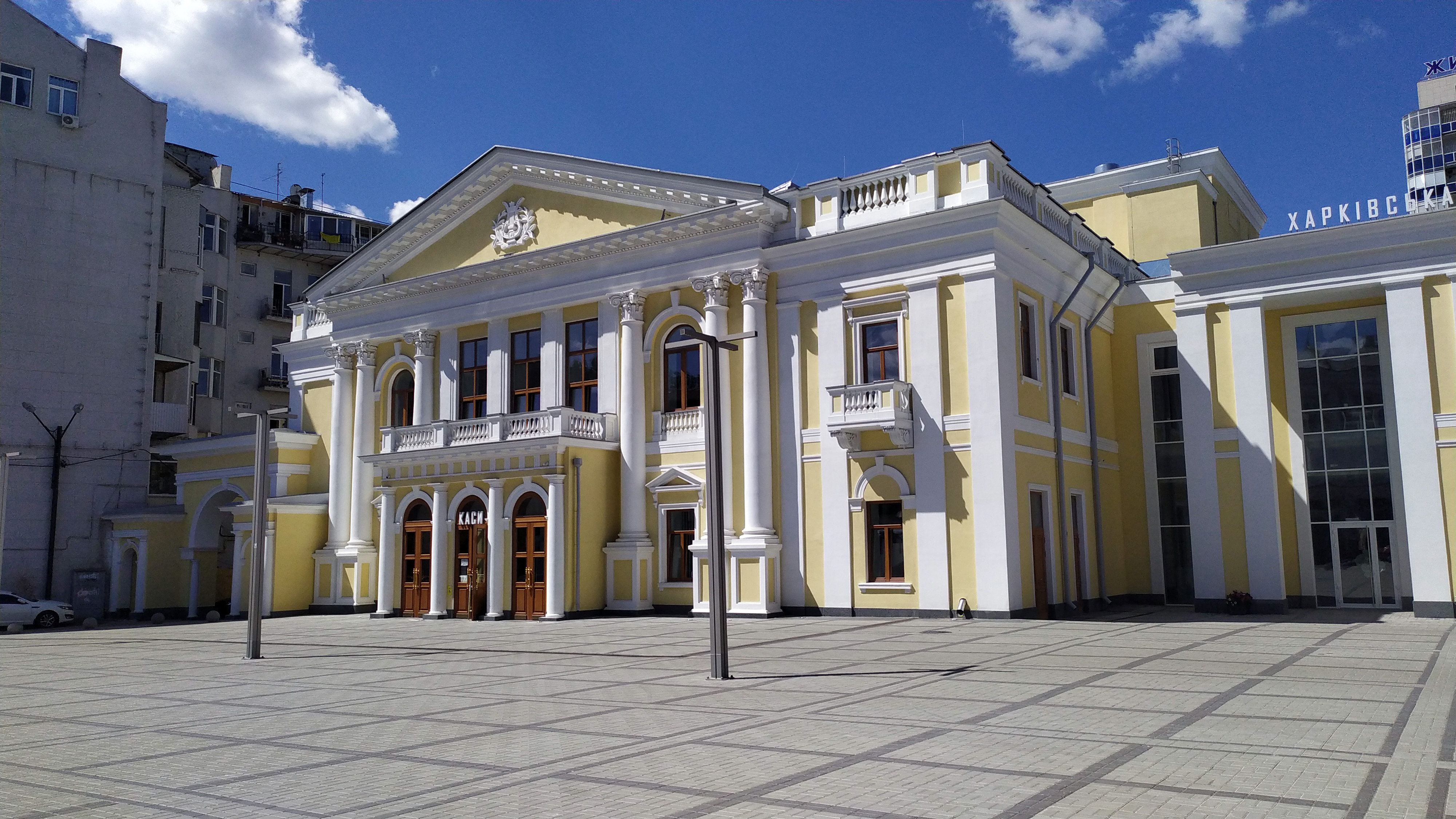
Entrada principal de la Filarmónica de Járkov

La Sociedad filarmónica de Járkov (Харківська обласна філармонія en ucraniano, transl. Jarkivska oblasna filarmoniya) es una asociación filarmónica ubicada en la localidad de Járkov, Ucrania fundada en octubre de 1929. La organización es una de las más antiguas y reconocidas del país como centro cultural.

## Historia
A lo largo de su historia varios compositores han participado en la sociedad como: Henryk Wieniawski, Pablo Sarasate, Mattia Battistini, Titta Ruffo, Fiódor Chaliapin, Piotr Chaikovski, Serguéi Rajmáninov entre otros compositores y músicos. 
Los propietarios del centro son la Orquesta Académica Sinfónica. Dispone de 100 músicos de gran nivel profesional, la mayor parte de ellos premiados en certámenes nacionales e internacionales.
El centro es una de las organizaciones culturales promotoras de la música clásica, contemporánea y folclórica realizando una contribución significativa a la vida cultural de Ucrania.

## Academia Coral

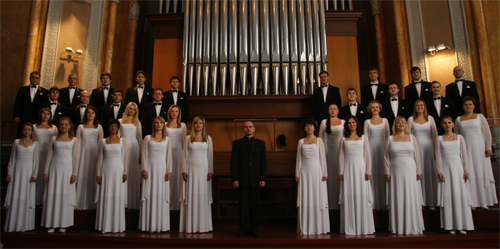
Grupo coral de la Orquesta Filarmónica.

En los años 30 se fundó El Coro Vocal de la Academia con un concierto.
Desde 1936, el coro estuvo dirigido por O. Bryzchakha hasta 1938 cuando fue sustituido por K. Hrechenko hasta 1943. A lo largo de los años ha habido varios directores: E. Konopliova (1944-1945), H. Davidovskiy. En 1956 el coro se reorganizó en el Coro Nacional de Ucrania hasta su desaparición en 1962.
Los orígenes del grupo que forman la filarmónica de Járkov hoy en día se remonta a 1980 por iniciativa de Vyachaeslav Palkin y la Administración de Cultura de Ucrania. Los conciertos empezaron a atraer el interés de la ciudad siendo su primer concierto en enero de 1981. Durante los años 80 el grupo empezó a realizar giras por Kiev y otras ciudades aparte de tocar en varios países: Rusia, Moldavia, Letonia, Georgia, Alemania y Estados Unidos.
El coro alcanzó el estatus de grupo filarmónico por su intensa actividad, actuaciones profesionales y su gran repertorio.
En julio de 1991, el coro actuó por primera vez en la Cámara Filarmónica regional de Járkov.
Tras la disolución de la Unión Soviética, el coro continuó su actividad en varios eventos tanto internacionales y nacionales:
- Primera asamblea coral de Kiev (Kiev, 1993)
- Slobozchanski velykden (Kiev, 1996)
- 2000 años de la natividad y celebración del Día Reformista (Alemania, 2000)
- Sexta edición del Festival Zolotoverkhiy Kiev (Kiev, 2002)
- Premios Tarás Shevchenko Suzirya (Kiev 2003)
- Conciertos regionales (Kiev, 1999, 2001, 2004)
- 130 aniversario del nacimiento de Oleksandr Koshytsia (Kiev, 2005)
- Festival coral de Ucrania (Dniepropetrovsk, 2006)
- Festival Internacional Khaynovsky dni tserkownych pisnespiwiw (Polonia, 2006, 2009, 2011)

Los programas musicales del grupo coral están compuestos por obras de varios compositores de varias nacionalidades:
Ucrania: Lesia Dychko, T. Kravtsov, Mykola Leontovych, Mykola Lysenko, Yevhen Stankovych, Kyrylo Stetsenko, M. Stetsiun
Rusia: Valery Gavrilin, Mijaíl Glinka, Sergei Rajmáninov, Sergei Taneyev, Alfred Schnittke
Europa Occidental y Central: J. S. Bach, Hector Berlioz, Carl Maria von Weber, O. Lasso, W. A. Mozart, F. Schubert, K. Gorskiy, Krzysztof Penderecki entre otros.